# Байрак (селище)
Байрак — селище в Україні, в Люботинській громаді Харківської області. Населення становить 77 осіб. Орган місцевого самоврядування — Люботинська міська рада.

## Географія
Селище Байрак знаходиться у великому лісовому масиві ліс Кульшинський. До селища примикає кілька садових масивів. На відстані 1 км розташоване Люботинське лісництво. До міста Люботин — 4 км.

## Назва
Назва походить від слова байрак — балка, поросла травою.